# Држава краља Марка
Држава краља Марка је била средњовековна српска држава, која је постојала од 1371. до 1395. године у јужним српским областима западно од реке Вардара. Настала је непосредно након Маричке битке (1371) и погибије српског краља Вукашина (1365-1371), када је његов син Марко, дотадашњи млади краљ, преузео титулу српског краља, задржавши власт на ширем простору између Скопља и Охрида, са средиштем у области Пелагоније. Иако је Скопље недуго потом дошло под власт Вука Бранковића, краљ Марко је успео да задржи власт у широј области око Прилепа.
Пошто је његова држава била непосредно угрожена услед турске најезде, Марко је морао да прихвати вазалске обавезе према султану Мурату I (1359-1389). Иако је Марко носио титулу српског краља, други обласни владари нису признавали његову стварну власт, а 1377. године и сама титула српског краља је добила још једног носиоца у лику дотадашњег босанског бана Стефана Твртка I (1377-1391).
Током наредних година, Турци су почели да успостављају непосредну власт у долини Вардара, а почетком 1392. године у њихове руке је пало и Скопље, чиме се Маркова држава нашла у турском обухвату и са северне стране. Иако је краљ Марко настојао да испуњава своје вазалске обавезе, његовој положај је постајао све тежи. Држава краља Марка са престоницом у Прилепу постојала је све до његове погибије у боју на Ровинама у пролеће 1395. године, након чега су читаву област освојили Турци.

## Занимљивости
Иван Томко Мрнавић (који користи и њихов грб као свој, на својим књигама) и житељи села Мрњавци у данашњој Хрватској су се позивали на родбинске везе са Мрњавчевићима, о чему је писао Андрија Качић Миошић, Шимун Милиновић и други.

## Галерија
- Удеоне државе настале распадом Српског царства
- Српски краљ Марко, господар Прилепа (1371-1395)
- Тврђава краља Марка у Прилепу
- Насловница дјела Ивана Томка Мрнавића, Османшћица